# Virologia

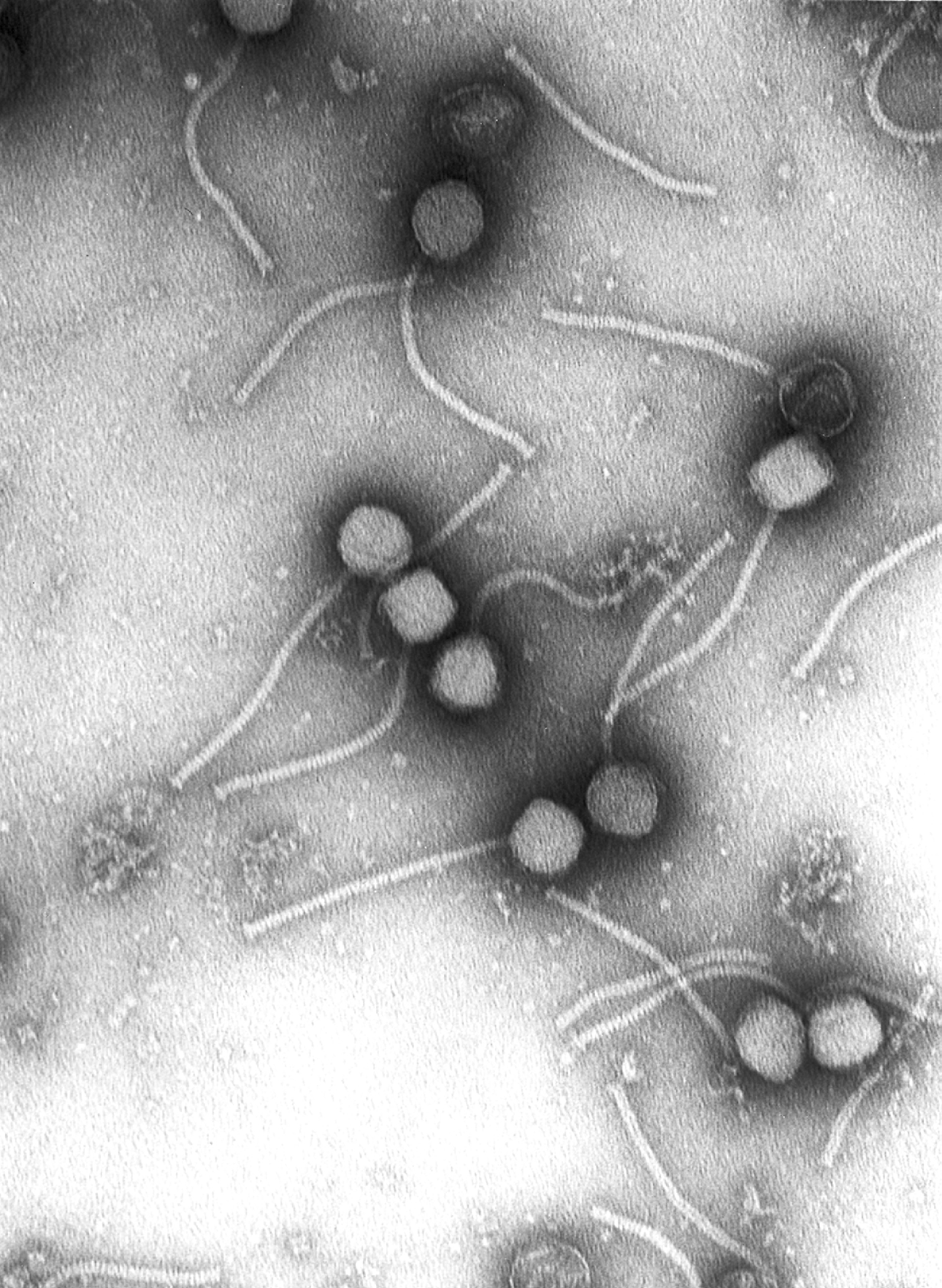
Exemple de virus

La virologia és la branca de la biologia dedicada a l'estudi dels virus i viroides- partícules submicroscòpiques de material genètic (ADN o ARN) contingut en una càpside de proteïnes - així com de les partícules similars al virus. Aquesta branca de la biologia se centra en els següents aspectes: estructura, classificació i evolució, mecanismes d'infecció i explotació de la cèl·lula on s'allotgen amb fins reproductius, interacció amb la fisiologia de l'organisme infectat i immunitat, malalties causades, tècniques de aïllament i cultiu, teràpia gènica, i utilització en investigació i desenvolupament. La virologia és considerada un subcamp de la microbiologia i la medicina.
La seva recerca inclou:
- La replicació viral
- Els patògens virals
- La immunologia viral
- Les vacunes virals
- Els mètodes de diagnòstics de virus
- La quimioteràpia antiviral
- Les mesures de control d'una infecció viral
- Els diferents signes clínics que manifesten la presència d'un virus
- L'origen dels elements virals endògens

## Història de la virologia
El terme  virus  va aparèixer ja a l'any 1599. El seu significat original és "Verí". 
Una de les primeres formes de vacunació contra la verola va ser desenvolupada fa diversos mil·lennis a la Xina. Va consistir en l'aplicació de residus de verola (teixits o fluids) de pacients malalts, amb l'objecte d'immunitzar pacients sans. L'any 1717 Mary Wortley Montagu va observar aquesta pràctica a Istanbul, i va intentar popularitzar a la Gran Bretanya, de manera infructuosa. Al 1796 Edward Jenner va desenvolupar un mètode més segur, utilitzant residus de verola d'origen boví (cowpox), aconseguint la immunització reeixida del primer pacient, permetent l'adopció generalitzada d'aquesta pràctica. Posteriorment es van desenvolupar altres vacunes reeixides contra altres malalties virals, incloent la vacuna de la ràbia de Louis Pasteur, obtinguda el 1886. No obstant això, en aquesta època, la naturalesa dels virus era encara desconeguda.
L'any 1892 Dmitri Ivanovsky va demostrar que la malaltia del mosaic del tabac, era causada per un agent "invisible" altament contagiós, capaç de passar a través d'un filtre de porcellana Chamberland que els bacteris no poden travessar. L'any 1898 Martinus Beijerinck va repetir el treball d' Ivanovski. A més, va aconseguir la transferència de dit "agent filtrable" d'una planta a una altra. Els seus experiments li van permetre concloure que l'agent contagiós era capaç de replicar-se en el nou organisme, significant que no es tractava simplement d'una toxina, i el va anomenar contagium vivum fluidum.  La qüestió de si l'agent era un "fluid vivent" o una partícula encara no havia estat resolta.
El 1903 es va proposar per primera vegada que la transducció intervinguda per virus podria causar càncer. En 1908 Bang i Ellerman van demostrar que un filtrat d'origen viral podia transmetre la leucèmia aviària; observacions que van ser ignorades fins al moment en què la leucèmia es va considerar com un estat cancerós. L'any 1911 Peyton Rous va demostrar la transmissió de la leucèmia aviària, un tumor sòlid, intervinguda per un virus, i gràcies a això va ser denominat com el "pare de virologia tumoral".  El virus va ser denominat virus del sarcoma de Rous, i va ser classificat com un retrovirus. Des de llavors, nombrosos retrovirus cancerigens han estat descrits.
L'existència de virus amb la capacitat d'infectar bacteris (bacteriòfags) va ser descrita per Frederick Twort el 1911, i per Félix d'Herelle a l'any 1917. Com que molts bacteris es poden reproduir fàcilment en cultiu in vitro, aquest fet va conduir a un creixement important de la virologia.
La causa de la pandèmia de grip de 1918 va ser reconeguda només al final de 1918, quan científics francesos van demostrar que un "virus capaç de travessar filtres clàssics de retenció de certs microorganismes patògens podia transmetre la malaltia a humans i animals, complint amb els postulats de Koch.
El 1926 es va demostrar que la febre escarlata era causada per un bacteri que s'allotjava a un bacteriòfag.
Mentre que els virus vegetals els i bacteriòfags poden cultivar-se  in vitro  de manera relativament simple, els virus animals normalment requereixen un hoste animal vivent, fent molt més complex l'estudi de les seves característiques biològiques i infeccioses. El 1931 es va demostrar que el  virus de la influença podia multiplicar-se en ous aviaris, un mètode que encara és utilitzat per a la producció de certes vacunes. L'any 1937, Max Theiler va obtenir un cultiu del virus de la febre groga en ous aviaris, i va produir una vacuna a partir d'una soca atenuada del virus; aquesta vacuna va salvar milions de vides i encara és utilitzada actualment.
Max Delbrück, especialista de bacteriòfags, va descriure el seu cicle de vida (1937) com segueix: la partícula viral és acoblada a partir de les estructures que la componen en una sola etapa; eventualment, deixa la cèl·lula amfitriona per infectar altres cèl·lules. L'experiment de  Hershey-Chase de l'any 1952 va demostrar que només el  ADN i no les proteïnes, entra a la cèl·lula bacteriana després d'una infecció amb el  bacteriòfag T2. La  transduccio de bacteris per bacteriòfags va ser descrita el mateix any.
El 1949 John F. Enders, Thomas Weller i  Frederick Robbins van reportar la multiplicació del poliovirus en un cultiu de cèl·lules embrionàries humanes, sent el primer exemple significatiu d'un virus animal obtingut fora d'un hoste vivent o d'ous aus. Aquest treball va permetre a Jonas Salk la producció d'una vacuna contra la poliomielitis utilitzant el virus desactivat. Aquesta vacuna va demostrar la seva efectivitat en 1955.
El primer virus que va ser cristal·litzat i l'estructura va ser dilucidada en detall va ser el virus del mosaic del tabac (TMV), virus que havia estat estudiat prèviament per Ivanovski i Beijerink. El 1935, Wendell Stanley va obtenir el seu cristal·lització per microscòpia electrònica, demostrant al seu torn que el virus roman actiu fins i tot després de la cristal·lització. Imatges obtingudes per difracció de raigs X del virus van ser obtingudes per Bernal i Fankuchen en 1941. Basat en aquestes imatges, Rosalind Franklin va proposar l'estructura completa del virus del mosaic del tabac el 1955 . el mateix any, Heinz Fraenkel-Conrat i Robley Williams van demostrar que el  ARN purificat del TMV i la proteïna de la càpside podien autoensamblar-se en un virió funcional, suggerint que aquest mecanisme d'acoblament és utilitzat també dins de la cèl·lula hospedera, com Delbrück havia proposat anteriorment.
El 1963, el virus de l'hepatitis B va ser descobert per  Baruch Blumberg, qui va desenvolupar una vacuna contra la hepatitis B.
El 1965, Howard Temin va descriure el primer retrovirus: un virus el genoma d'ARN és transcrit a ADN complementari (cDNA), integrant-se al genoma de l'hoste i expressant els seus components a partir del mateix. La transcriptasa inversa viral, la qual juntament amb la integrasa viral són una característica distintiva dels retrovirus, van ser descrites independentment en 1970, per Howard Temin i David Baltimore. El primer retrovirus infecciós per als humans va ser identificat per Robert Gall en 1974. Posteriorment es va determinar que la primera transcriptasa inversa descrita no és específica als retrovirus, ja que els  retrotransposons que codifiquen aquest enzim són abundants en els genomes de tots els eukaryotes. Aproximadament 10-40% del genoma humà deriva d'aquestes entitats.
El 1975 va ser descrit el funcionament dels oncovirus. Fins a aquest moment es creia que aquests virus portaven certs gens anomenats oncogens els quals, en inserir-al genoma de l'hoste, podien causar un càncer.  Michael Bichop i Harold Varmus van demostrar que l'oncogèn del virus del sarcoma d'Rous no és específic d'aquest virus, sinó que està present en el genoma d' animals sans de diverses espècies. El oncovirus pot canviar l'oncogèn benigne preexistent, convertint-se en un oncogèn cancerigen.
El 1976 es va registrar la primera epidèmia de Ebola, malaltia produïda per un virus altament letal i fàcilment transmissible.
El 1977, Frederick Sanger va seqüenciar per primera vegada el genoma complet d'un organisme, el bacteriòfag  Phi X 174. El mateix any, Richard Roberts  i  Phillip Sharp van mostrar en treballs independents que els gens del  adenovirus contenen  introns i per tant, han d'utilitzar un mecanisme de recombinació genètica (o  gene splicing). Més tard va ser demostrat que gairebé tots els gens dels organismes eucariotes posseeixen introns.
El 1979, una campanya mundial per l'erradicació de la verola dirigida per l'Organització Mundial de la Salut d'ONU va permetre la seva erradicació completa.
El 1982, Stanley Prusiner va descobrir els prions i va mostrar que aquestes entitats eren la causa de la Tremolor encefalopatia espongiforme transmissibles (EET) que afecta cabres i ovelles.
Els primers casos de SIDA van ser reportats el 1981, i el  VIH, retrovirus responsable de la malaltia, va ser identificat el 1983 per Luc Montagnier, Françoise Barré-Sinoussi i Robert Gallo. A partir de llavors, diferents tests per detectar la presència d'anticossos contra VIH van ser desenvolupats. Paral·lelament, importants esforços d'investigació entorn del VIH el van convertir en el virus millor estudiat. El Virus de l'Herpes humà 8, causant del sarcoma de Kaposi, el qual es desenvolupa sovint en malalts de SIDA, va ser identificat el 1994. Diferents medicaments antiretrovirals van ser desenvolupats a final dels anys 90s, disminuint de manera substancial la mortalitat deguda a la SIDA en els països desenvolupats.
El virus de l'hepatitis C va ser identificat utilitzant tècniques moleculars de  clonació el 1987, que van servir de base per a l'elaboració de test de detecció que van reduir de manera important la incidència de transmissió de la hepatitis durant la  transfusió sanguínia.
Els treballs inicials en  teràpia genètica utilitzant vectors virals es van realitzar a l'inici dels anys 80s, quan es van dissenyar retrovirus capaços d'inserir un gen d'origen diferent al genoma de l'hoste. Aquests virus portadors del gen extern no posseeixen un genoma viral complet, sent incapaços de reproduir-se. El 1989 es van realitzar els primers estudis utilitzant el model murí, que van ser seguits per estudis realitzats en humans. Aquests estudis van ser realitzats en pacients amb la malaltia genètica immunodeficiència severa combinada (SCID), encara que l'èxit dels assajos clínics va ser limitat. Entre 1990 i 1995 la teràpia gènica va ser aplicada en diverses malalties, utilitzant diferents vectors virals, tot i que els objectius inicials no van ser completament assolits. El 1999, un accident greu va ocórrer quan Jesse Gelsinger, un pacient de 18 anys, va morir durant un assaig clínic de teràpia gènica, pel fet que desenvolupament una resposta immune severa després d'haver rebut un vector  adenovirus. Un tractament reeixit de teràpia gènica en dos casos de SCID associada al cromosoma X van ser reportats en 2000.
El 2002 es van publicar treballs en els quals es va generar un poliovirus completament sintetitzat  in vitro , que es va convertir en el primer organisme generat d'aquesta manera. Almenys dos anys van ser necessaris per obtenir el genoma d'7741 bases, a partir de la seqüència d'ARN (publicada prèviament) del virus. El 2003, un mètode més ràpid va ser utilitzat per a acoblar el genoma d'5386 bases del bacteriòfag Phi X 174 en tan sols 2 setmanes.
El mimivirus gegant, que es considera per alguns com un intermediari entre els procariotes més petits i els virus ordinaris, va ser descrit en 2003 i seqüenciat el 2004.
La soca del  subtipus H1N1 del virus d'influenza, que va causar la mort de 50 milions de persones durant la pandèmia de  grip espanyola de 1918 va ser reconstituïda el 2005. Fragments del genoma van ser recuperats a partir de teixits preservats de víctimes de la grip, i després del seu acoblament, un virus viable va ser sintetitzat a partir d'aquesta seqüència. La  pandèmia de grip de 2009 va ser generada per un altre cep d'Influenza A H1N1, coneguda com a "grip porcina".
El 1985, Harald zur Hausen va demostrar que dues soques del virus del papil·loma humà (VPH papil·lomavirus) eren la causa del càncer de coll d'úter. Els virus anomenats oncovirus, contribueixen al desenvolupament de certes formes de càncer. Gairebé tots els casos de càncer cervical han estat causats pel VPH que es contagia per transmissió sexual. Un altre exemple és l'associació entre la infecció del virus de l'hepatitis B o C i el càncer de fetge.
Entre 2006 i 2007 es va determinar que en introduir certs gens d'un factor de transcripció específic en cèl·lules epidèrmiques normals humanes, era possible transformar-les en cèl·lules pluripotents o stem cells. La tècnica emprada utilitza retrovirus modificats per transformar les cèl·lules; això representa un problema per utilitzar-la en teràpia gènica pel fet que aquests virus integren el seu genoma en una posició aleatòria en el genoma de l'hoste, cosa que pot interrompre la seqüència d'altres gens i potencialment, causar un càncer.
El 2008, el Viròfag Sputnik va ser descrit com una entitat que utilitza la maquinària d'un virus helper per reproduir-se, sent capaç d'inhibir la reproducció d'aquest virus helper. Sputnik es reprodueix en una ameba infectada per un mamavirus, un parent proper del  mimivirus esmentat anteriorment, conegut com el virus més gran descrit fins al moment.
Un retrovirus endogen (ERV, del seu nom en anglès) és un virus el genoma ha estat incorporat definitivament al genoma de les cèl·lules germinals d'un organisme, cosa que li permet generar noves partícules virals després de cada reproducció de l'esmentat organisme. S'ha estimat que aproximadament el 9 per cent del genoma humà ha estat originat a partir de ERVs. El 2015 es va demostrar que certes proteïnes d'un ERV s'expressen activament en embrions humans 36 hores després de la fecundació, i que semblen jugar una funció en el desenvolupament embrionari, així que en la protecció dels embrions contra una potencial infecció a causa d'altres virus.

## Cultiu de virusin vitro
L'any 1954 es va atorgar un premi Nobel a Thomas Huckle per realitzar l'any 1949 el descobriment de la capacitat de reproduir-se  in vitro  del virus de la poliomielitis, associat a cultius cel·lulars, la qual cosa va constituir un extraordinari avanç, permetent conrear el virus en laboratori en grans quantitats, permetent el desenvolupament de la vacuna de la poliomielitis, així com l'aïllament de molts altres virus i el desenvolupament d'altres vacunes com la del xarampió, la rubèola, la parotiditis, així com la millora d'altres, com la de la ràbia. D'aquesta manera, Thomas Weller es va convertir en un dels primers investigadors a aïllar virus com el de la varicel·la-zòster, el citomegalovirus i la rubèola, aquest últim del seu propi fill, Robert. La virologia també és una branca taxonòmica de la biologia per estudiar els virus i tots els seus components. 

## Altres aplicacions
Altres aplicacions modernes de certs virus modificats gràcies a la enginyeria genètica, són la nanotecnologia i la ciència de materials. Així mateix, certs virus han estat utilitzats en la neurociència i en l'elaboració de mapes neuronals.

## Viròlegs reconeguts amb el Nobel
Llista d'alguns premis Nobel de Medicina o Fisiologia atorgats a estudis en virologia:
- 1954 - John Franklin Enders, Thomas Huckle Weller, Frederick Chapman Robbins: Pel descobriment de com cultivar el virus de la poliomielitis en tubs d'assaig.
- 1966 - Peyton Rous: Pel descobriment de virus que provoquen tumors.
- 1969 - Max Delbrück, Alfred D. Hershey, Salvador E. Luria: Per les seues aportacions a la genètica i mecanismes de replicació dels virus.
- 1975 - David Baltimore, Renato Dulbecco, Howard Martin Temin: Per la descripció de com els virus tumorals afecten al material genètic de les cèl·lules.
- 1976 - Baruch S. Blumberg: Pel descobriment del virus de l'hepatitis B.
- 1989 - J. Michael Bishop, Harold E. Varmus: Pel descobriment dels orígens cel·lulars dels oncogens retrovírics.
- 1996 - Peter C. Doherty, Rolf M. Zinkernagel: Per la descripció de com el complex d'histocompatibilitat principal és usat pels glòbuls blancs per la detecció i eliminació de cèl·lules infectades per virus.